# Lúcs-tőzegláp
Koordináták: é. sz. 46° 17′ 41″, k. h. 25° 43′ 01″46.294722°N 25.716944°E
A Lucs-tőzegláp oligotróf mocsár a Hargita-hegységben. Erdély legnagyobb tőzeglápja, egy egykori krátertó eltőzegesedett maradványa. A Kormos-patak forrásvidékén található, 1080 m magasságban, a Lucs-kaldera belsejében. Területe 273 hektár. Megtalálható itt többek közt a Würm-glaciálisból visszamaradt törpenyír (Betula nana), melynek élőhelye itt és a Mohos lápban éri el egyik legdélebbi pontját (46° északi szélesség). 
Bármilyen irányból megközelíthető a függőleges kék sávval jelzett útvonalon. Idegenvezető nélkül nem tanácsos a túrázás, mert a láp növényzete olyannyira egyhangú, egyforma, szinte lehetetlen a benne való tájékozódás.
Neve valószínűleg a lucskos szóból ered (nedves, esőtől, víztől átnedvesedett); a helyiek most is Lucsosnak nevezik, gyakran mennek a "Lucsosba havasi meggyet szedni", vagyis tőzegáfonyát gyűjteni. Megnevezése ezért helyesebb rövid "u"-val, vagyis Lucs-tőzegláp. A környékbeliek a lucsosban leggyakrabban előforduló erdei fenyőt (Pinus sylvestris) is lucsfenyőnek nevezik.

## Lásd még
- Csíkszentimrei Büdösfürdő

## Külső hivatkozások
- Erdély legnagyobb tőzeglápjában – A Lucsban
- A Lucs tőzegláp tudományos bemutatása, Székelyföld 7 csodája Archiválva 2018. október 15-i dátummal a Wayback Machine-ben